# Оплакивание Христа (Никколо дель Арка)
«Оплакивание Христа» — скульптурная группа из семи терракотовых фигур, шедевр Никколо дель Арка, находящийся в церкви Санта-Мария делла Вита в Болонье.

## История
Год создания группы и личность заказчиков неизвестны, неизвестно также, как в точности располагались статуи первоначально. Согласно наиболее надежным предположениям дата создания скульптурной группы — между 1463 и 1490 годами .
Эта группа долгое время находилась в национальной пинакотеке Болоньи, а с 1990-х годов она была возвращена на свое первоначальное место в болонской церкви Санта Мария делла Вита, где находилась сначала в комнате бывшего монастыря, а затем в первой часовне справа от алтаря.

## Описание
Произведение на традиционную тему оплакивания Христа состоит из семи фигур в натуральную величину, выполненных из терракоты со следами полихромии. В центре — мертвый Христос, лежащий головой на подушке. Вокруг неё находятся другие фигуры, среди которых выделяются две Марии, Мария Клеопова и, у ног Христа, Мария Магдалина, объятая горем в развевающейся по ветру одежде. Другие фигуры более сдержанны, хотя их лица показывают болезненное участие. Среди них — Мадонна, с соединенными руками, Мария Иосифова (мать апостола Иакова (Иакова старшего) и Иоанна Богослова), которая следовала за Иисусом как ученица; она сжимает свои бедра в жесте сожаления. Святой Иоанн изображен в тихом плаче с ладонью, подпирающей подбородок. Отделена от других фигура на коленях в платье эпохи Возрождения, которую обычно располагают слева. Эта фигура изображает Никодима и её взгляд направлен на зрителя.

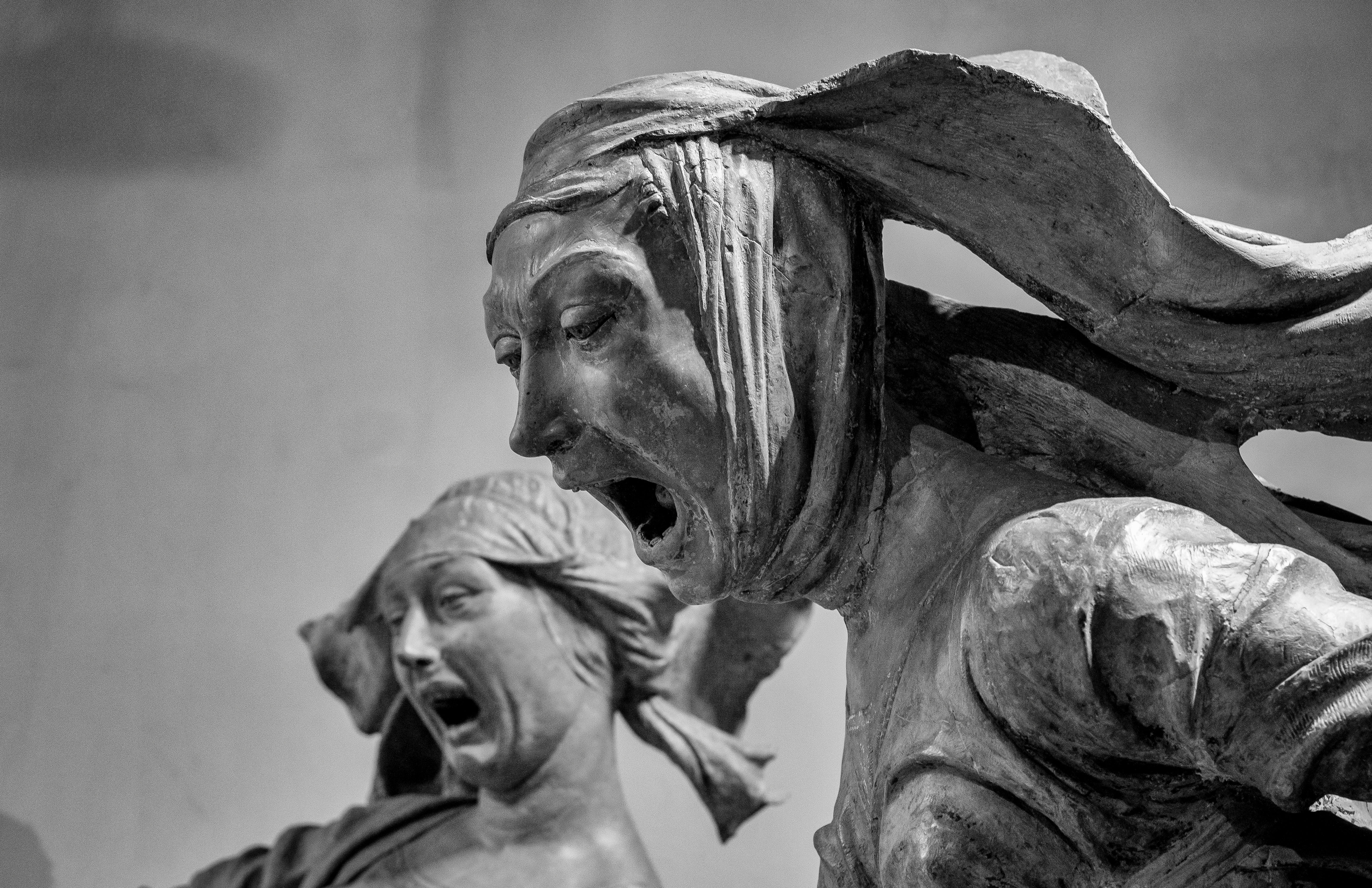
Фрагмент плача о мертвом Христе Никколо Делл’Арка

Драма и пафос некоторых из этих фигур не имеют себе равных в итальянской культуре того времени, по крайней мере, в сохранившихся работах, поэтому возникает вопрос об источниках, которыми вдохновлялся Никколо дель Арка. Это, конечно же, скульптура Бургундии, готический гуманизм и драматическая новизна последних работ Донателло .
Однако, похоже, что самым непосредственным источником были утраченные картины Эрколе де Роберти из Феррары, которые находились в часовне Гарганелли собора Сан-Пьетро в Болонье. От этих картин в Национальной художественной галерее в Болонье остался только один фрагмент и копия стены в ризнице собора Святого Петра.
Работа Никколо дель Арка, однако, не оказала существенного влияния на художников того времени в Болонье и в её окрестностях. Её выразительная сила была вскоре ослаблена широко распространившимися скульптурными сценами оплакивания Христа, сделанными Гвидо Маззони из Модены, а также группами Альфонсо Ломбарди. Композиция этих групп была более спокойной и более привычной для зрителя
Молодой Габриэле Д’Аннунцио страстно описал эти скульптуры в одном из своих ранних стихотворений. .

## Детали

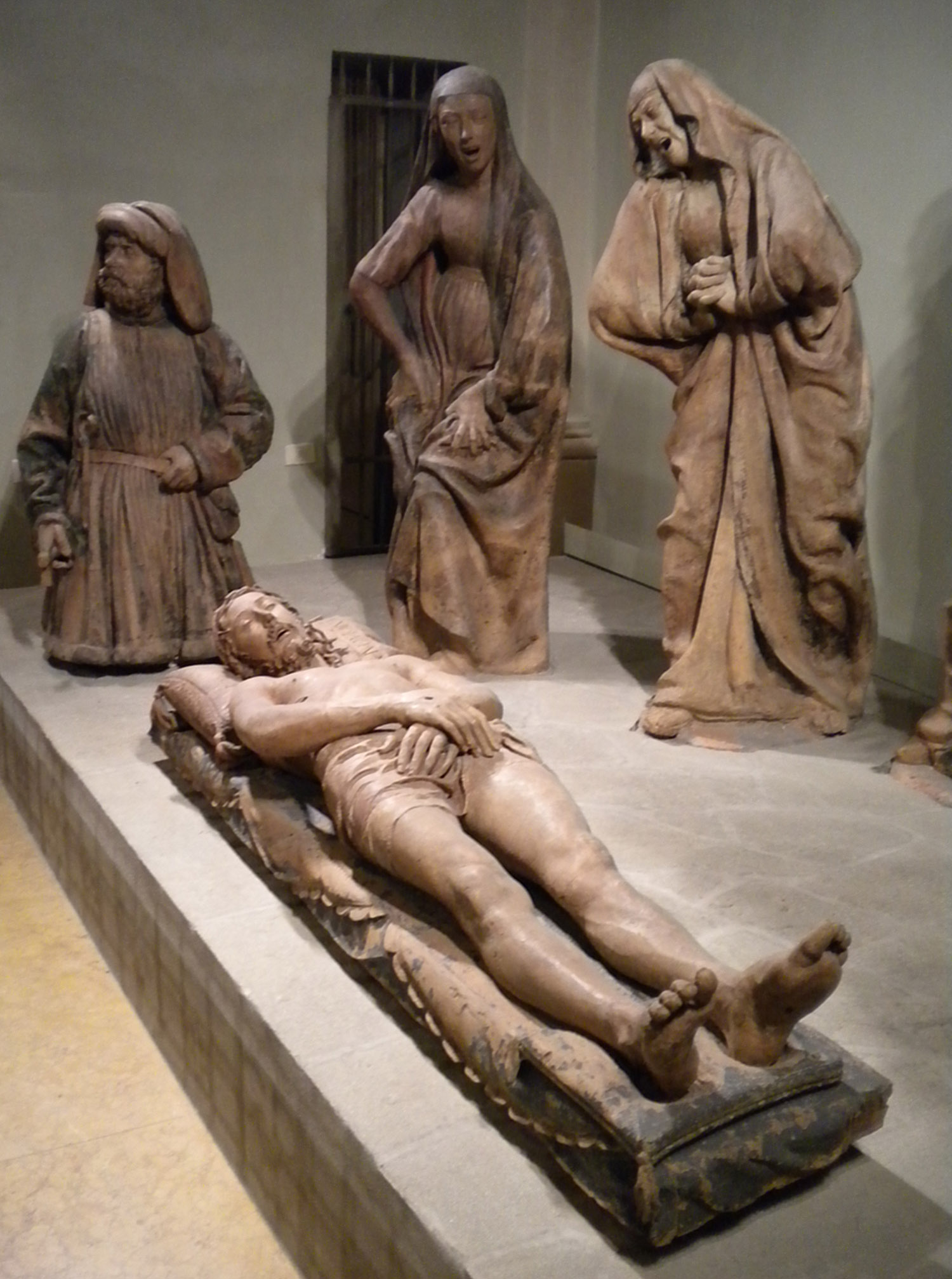
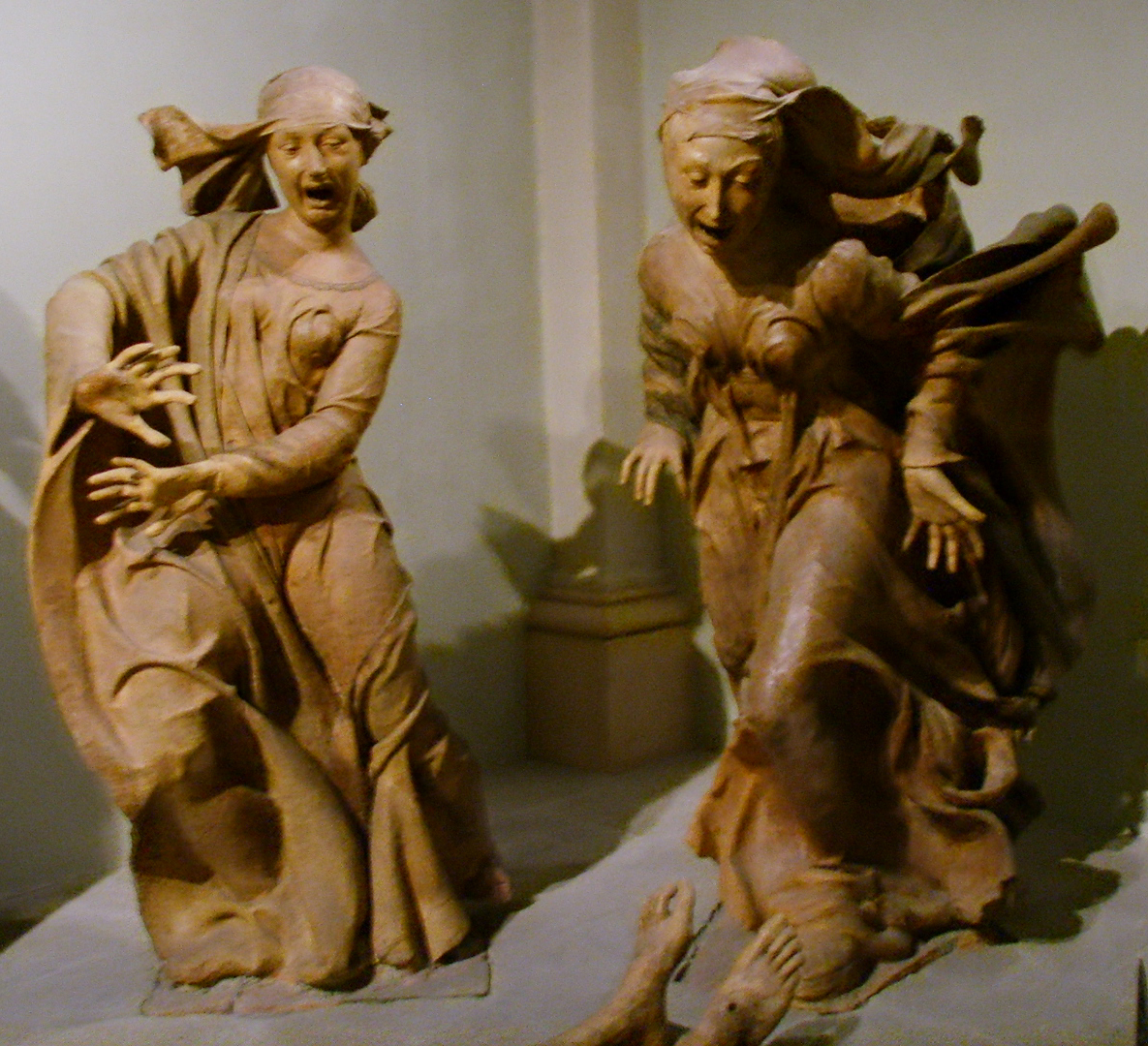
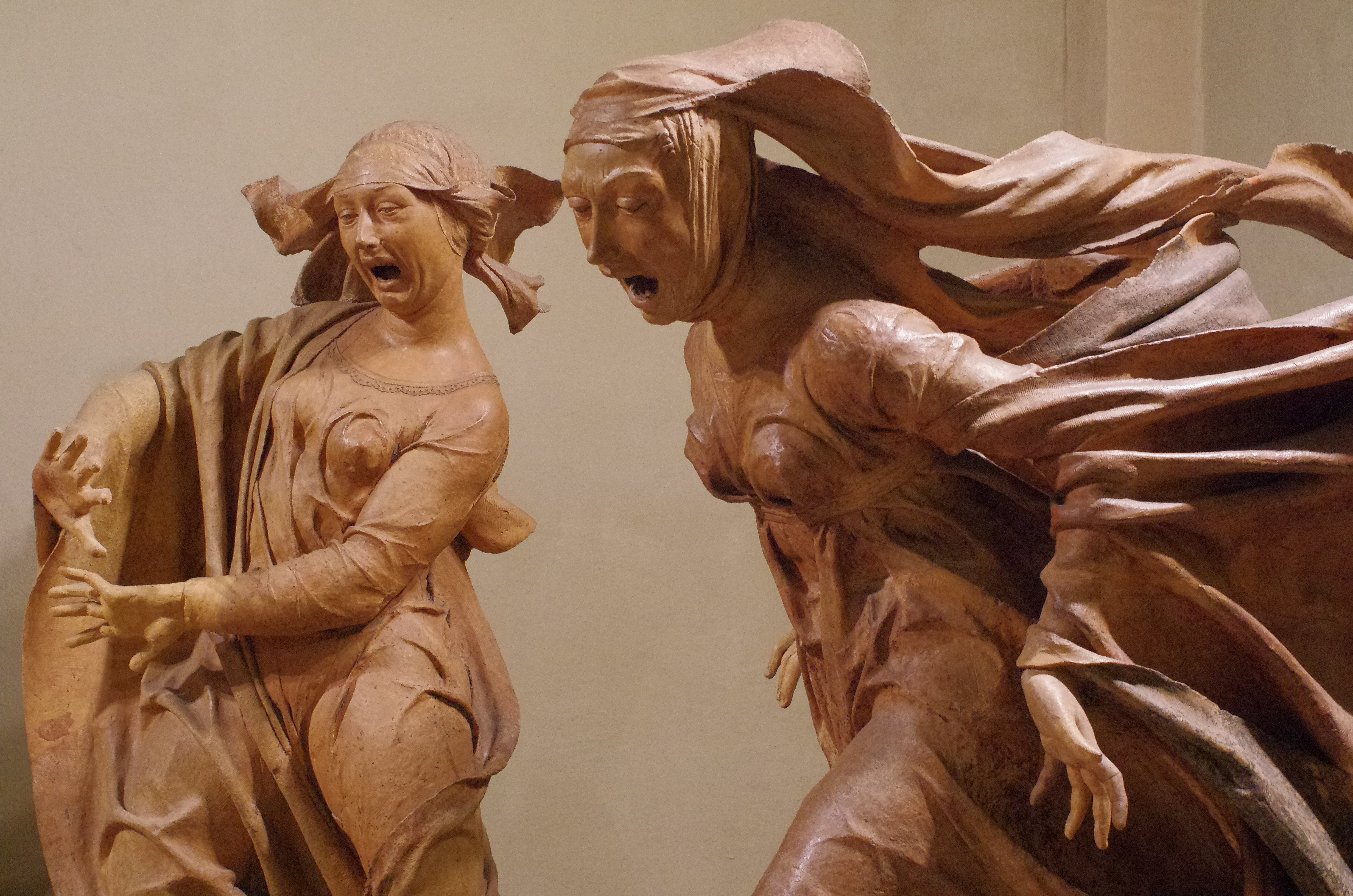
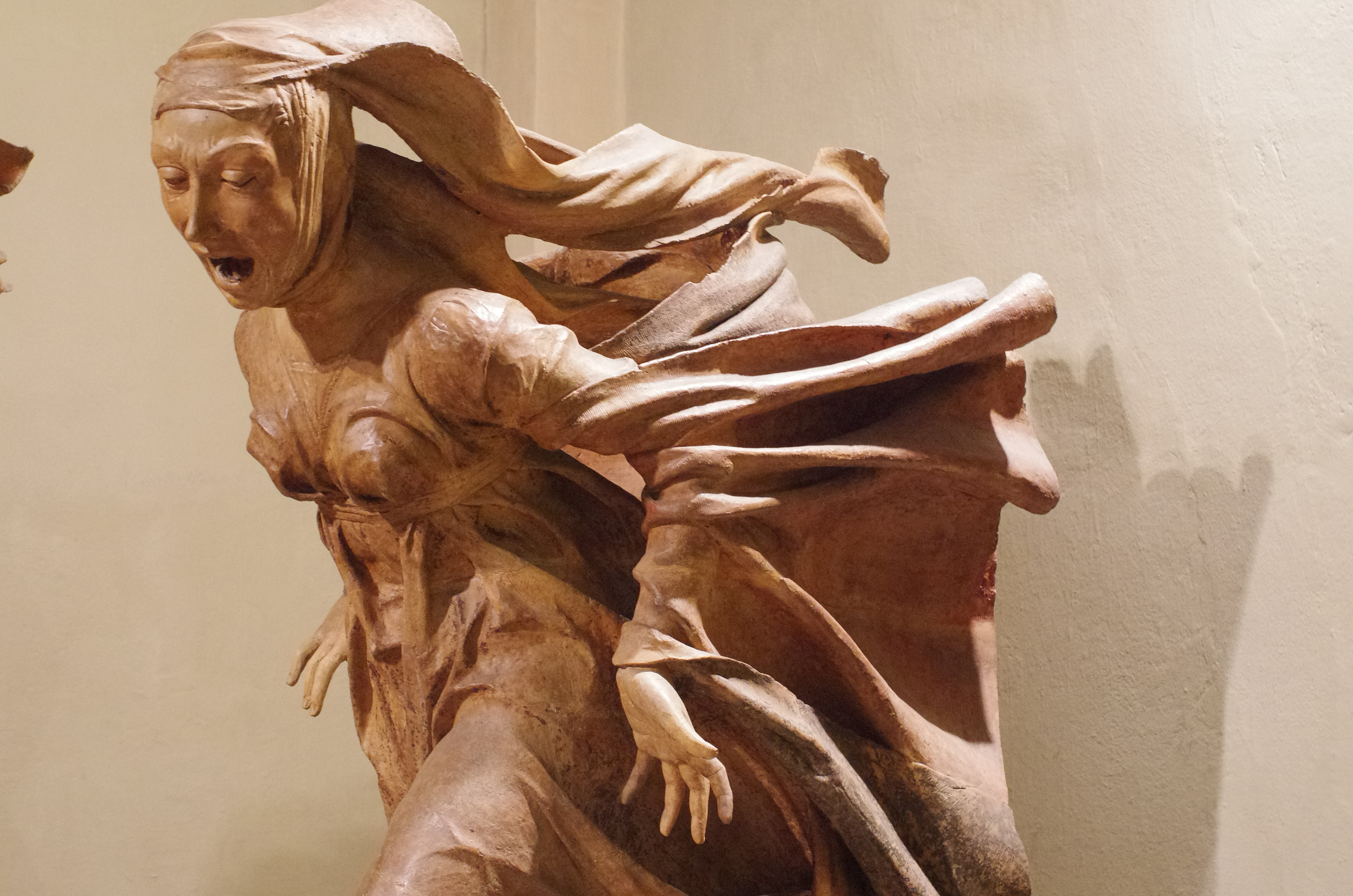
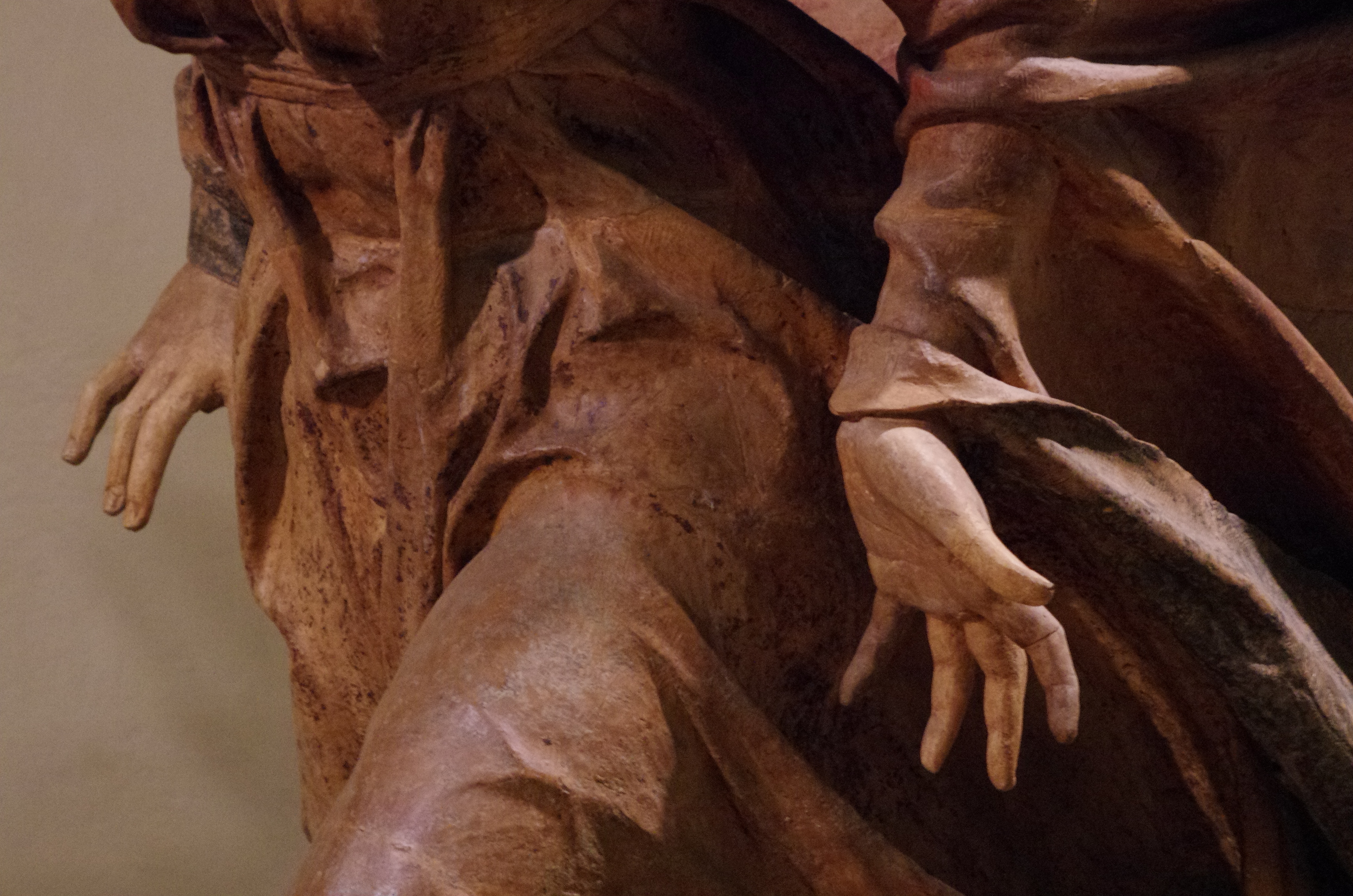
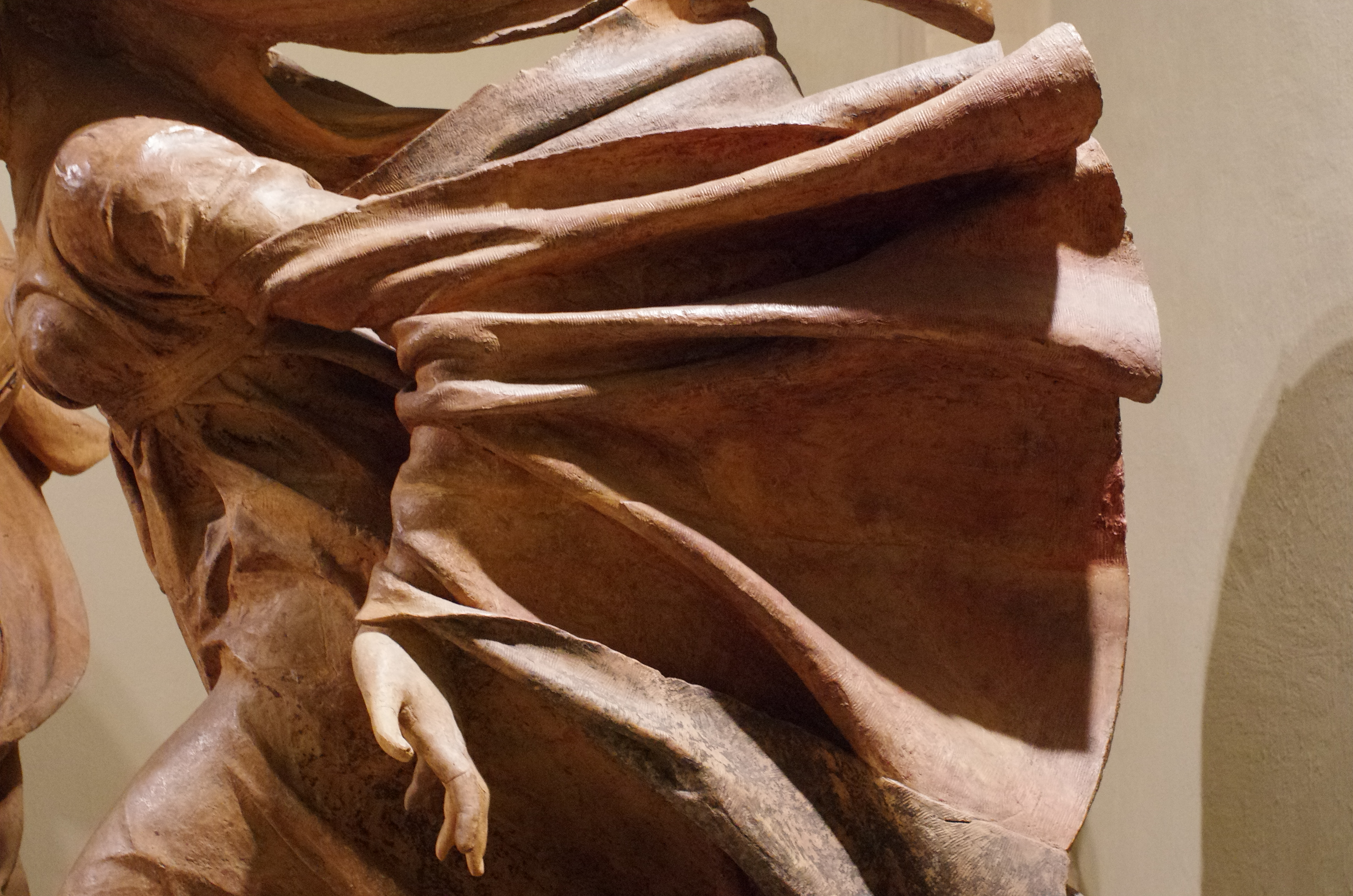
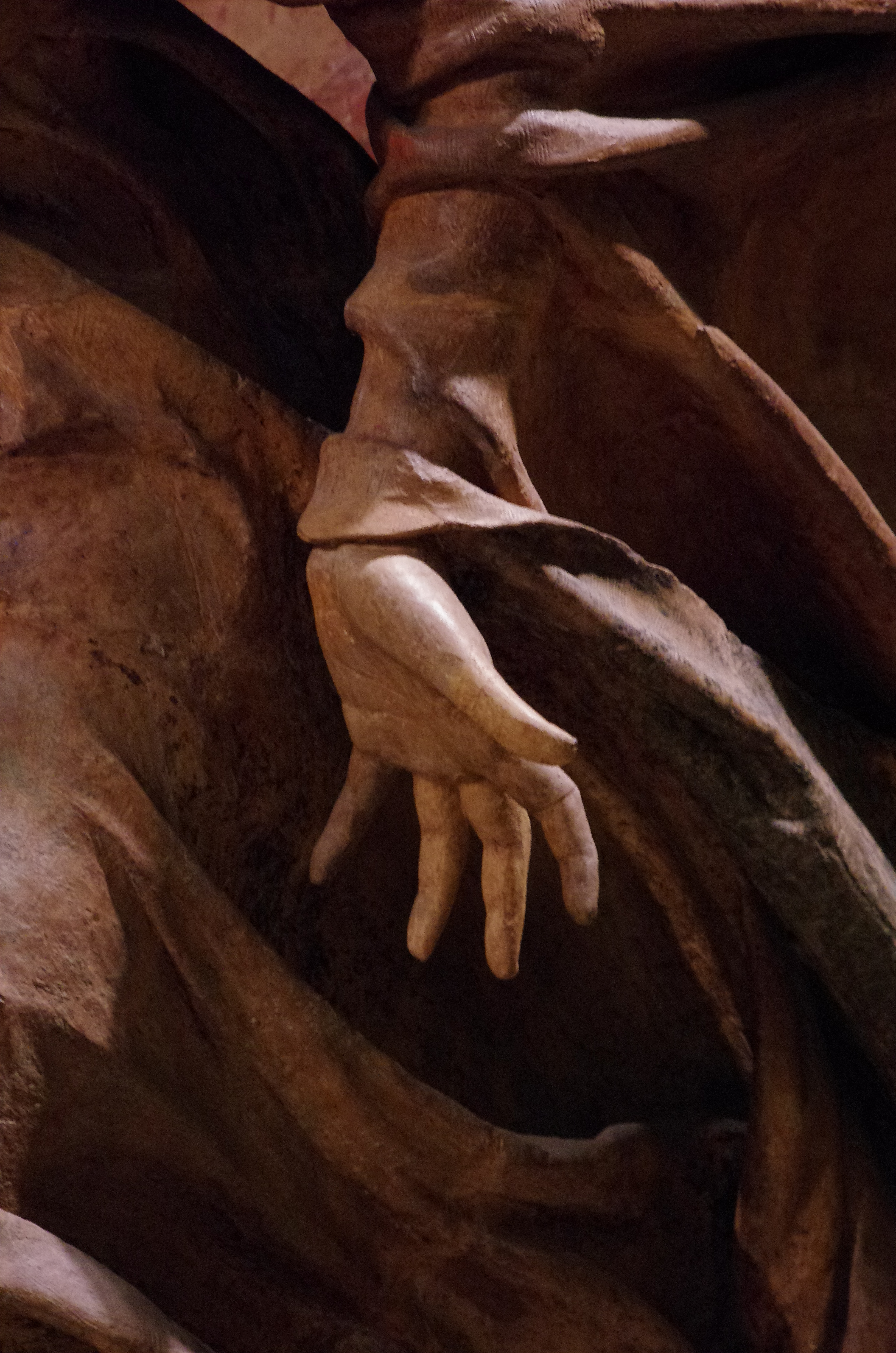
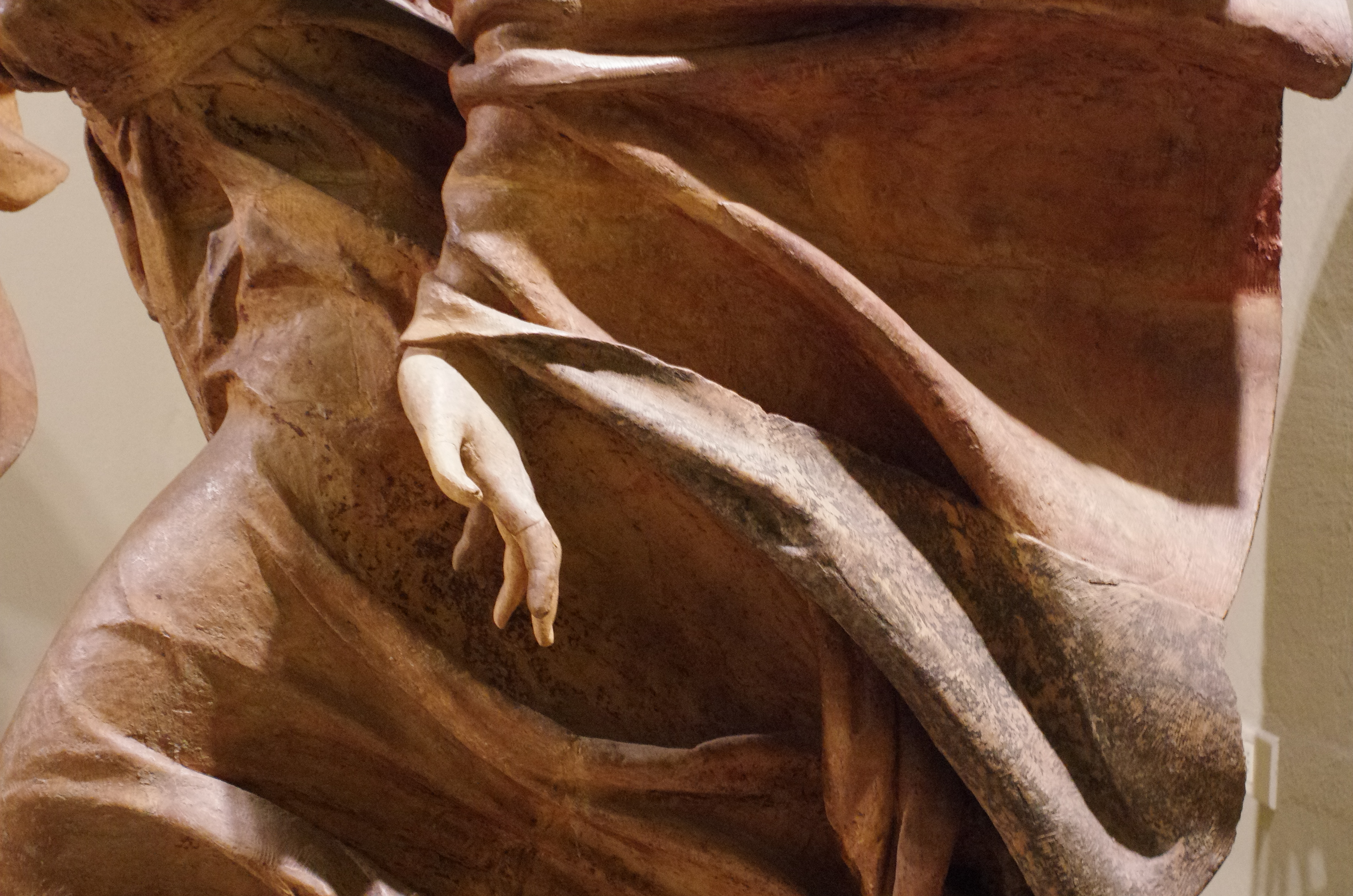
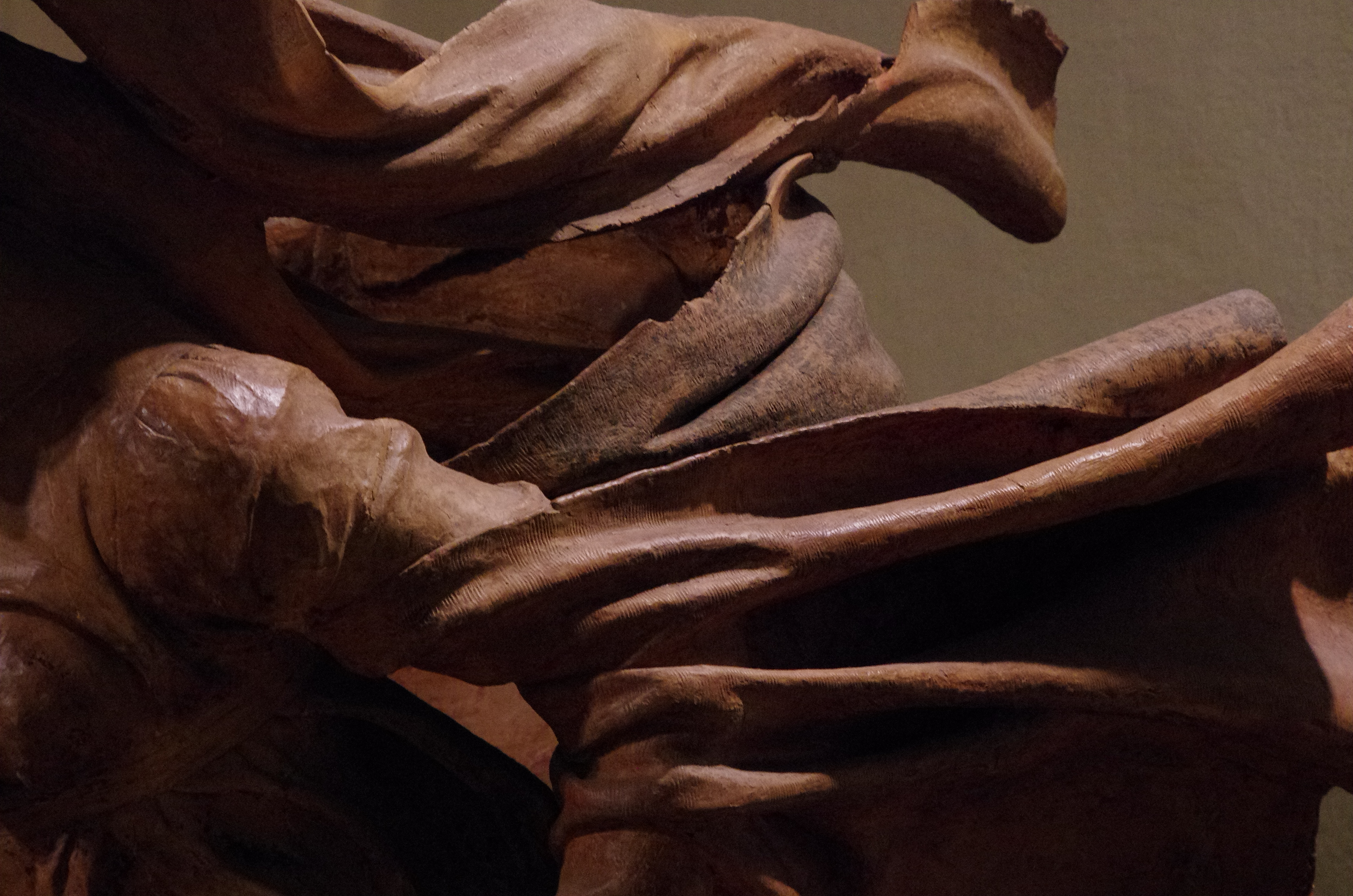
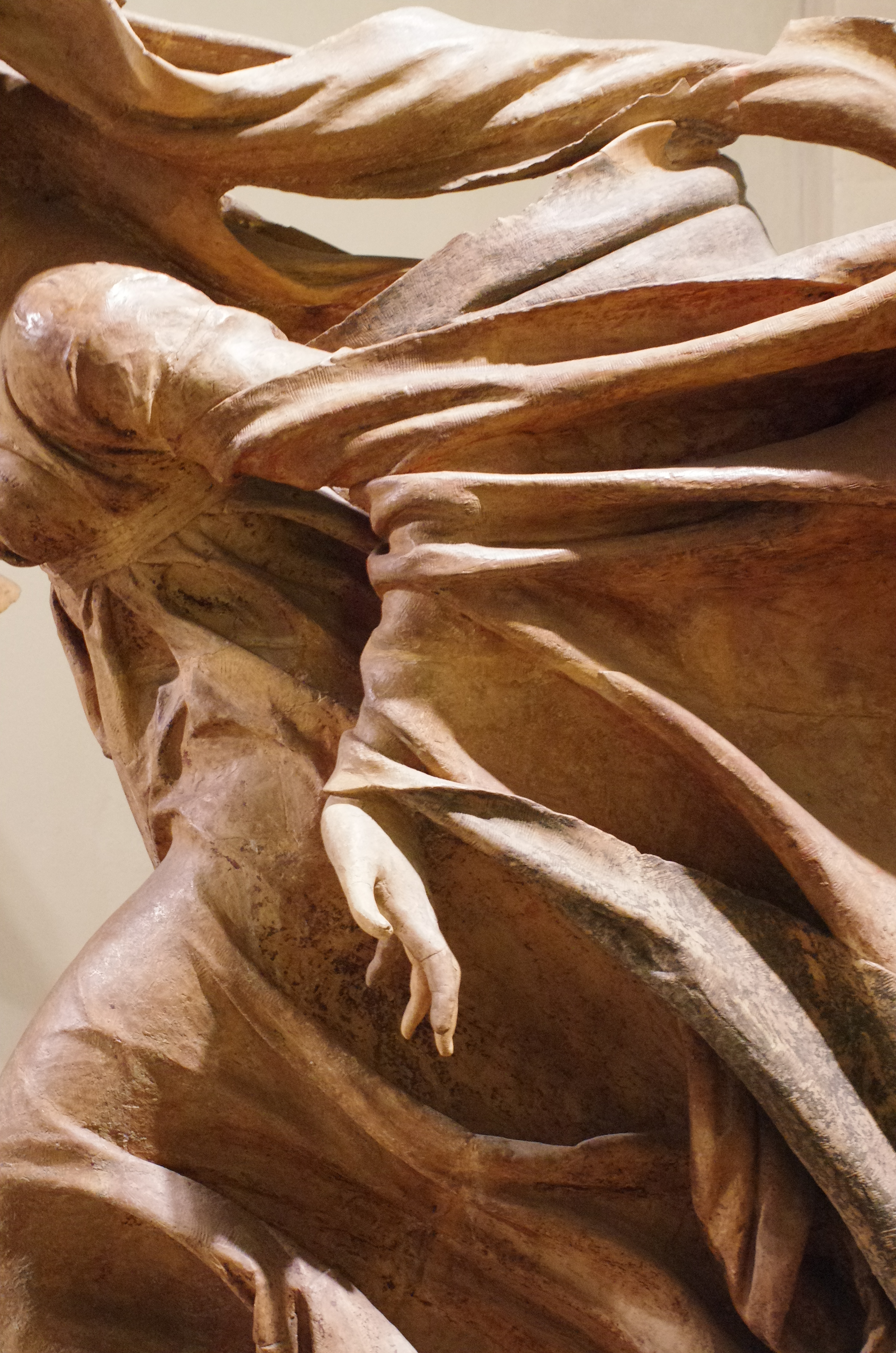
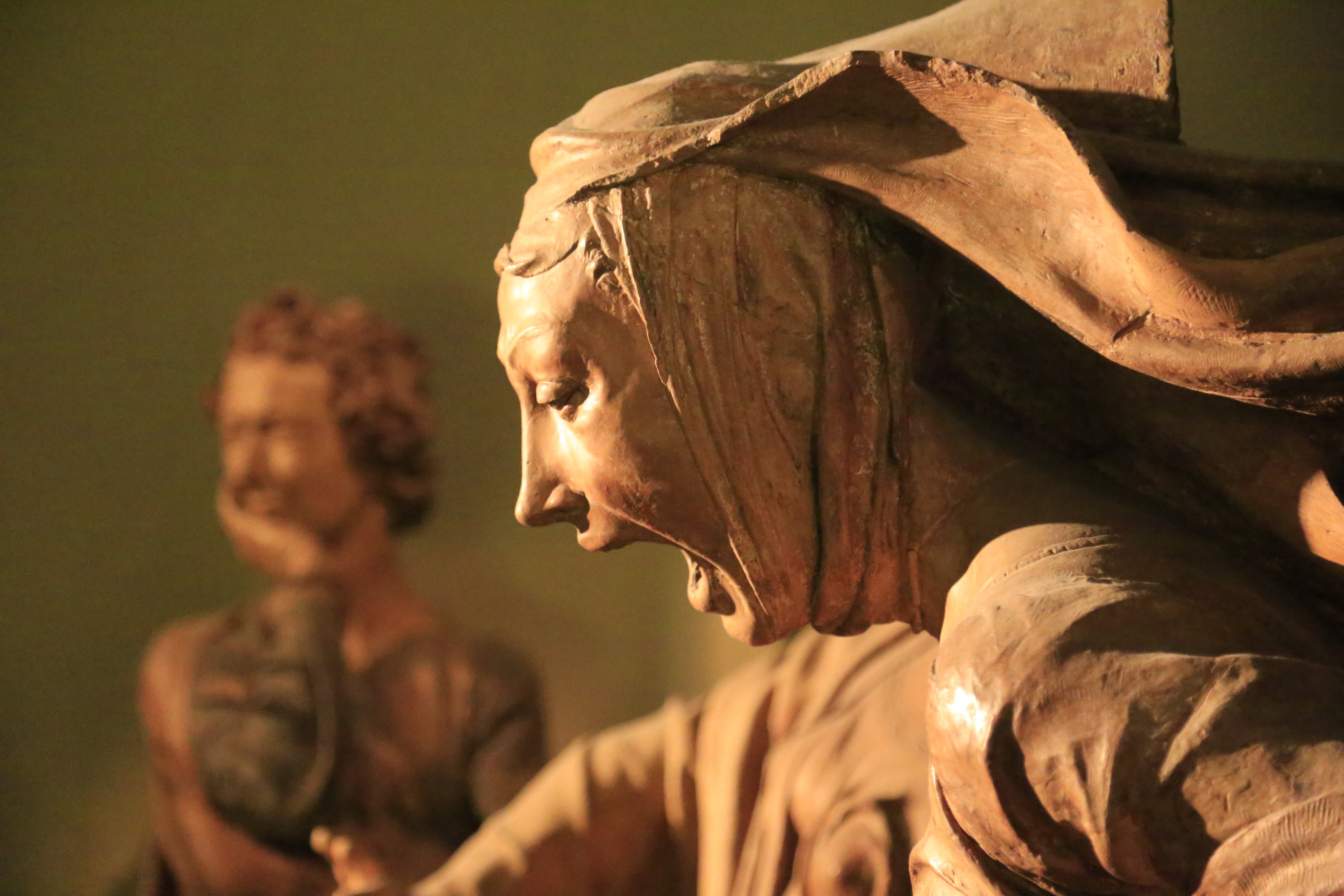